# خارطوم ۲
خارطوم ۲ (به عربی: الخرطوم ۲) یک محله در سودان است که در خارطوم واقع شده‌است.